# Сливинський Орест Миколайович
Оре́ст Микола́йович Сливи́нський (*19 липня 1933, с. Болозва Долішня (Нижнє), тепер Самбірський район, Львівська область, Україна — 23 червня 2017, м. Боярка, Київська область, Україна) — український письменник, літературознавець, критик і журналіст; член НСПУ, заслужений працівник культури України.

## З життєпису
Орест Миколайович Сливинський народився 19 липня 1933 року в селі Болозві Долішній (Нижнє) Самбірського району на Львівщині.
Після закінчення факультету журналістики Львівського університету імені І. Франка працював в обласних газетах.
Потому О. М. Сливинський довший час працював на радіо в Дніпропетровську, а згодом на радіо Київщини.
З 1960-х років Орест Сливинський публікує в газетах і часописах свої художні твори — оповідання, невеликі повісті. Працюючи в газеті «Літературна Україна» та видавництві «Радянський письменник», Орест Миколайович почав активно виступати в жанрі літературної критики, зокрема з аналітичними роздумами з приводу нових творів українських письменників на історичну тематику.
З 17 січня 1990 року — член Київської міської організації НСПУ. Понад 10 років Орест Сливинський працював в апараті НСПУ, був відповідальним секретарем.
Літератор помер 23 червня 2017 року. Поховали Ореста Миколайовича Сливинського 25 червня на новому цвинтарі в Боярці, де він проживав останні роки свого життя, поряд із могилою дружини Марії Олексіївни.

## Творчий доробок
Літературознавчі розвідки й есеї Ореста Сливинського вийшли окремими книжками:
- «Запізніла мить прозріння», 2001 (К.: Альтернативи, 50 с.);
- «Крижмо: З українських медитацій перед народженням нового віку», 2002 (К.: Видавничий Дім Дмитра Бураго, 2002, 296 с.);
- «І білі купави», 2004 (К.: ПВП «Задруга», 184 с.);
- «Аж до ранкового сяйва: Окремі блискітки з літературного потоку», 2007 (К.: ПВП «Задруга», 176 с.).

О. М. Сливинський — автор ґрунтовного історико-літературного дослідження «З єдності та відваги, або на якій ниві зростає свобода» та історичного роману про Юрія Федьковича «Плач флояри» (1988, К.: «Радянський письменник», 342 с.); літератор часто виступав зі статтями та нарисами про відомих діячів «Просвіти», зокрема своїх земляків зі Львівщини та свого рідного села, а також про сучасних йому просвітян.

## Відзнаки
Творчі здобутки О. М. Сливинського були відзначені преміями:
- Всеукраїнська премія імені Івана Огієнка (2003),
- Міжнародна літературна премія імені Івана Кошелівця (1998, перший рік вручення),
- «Благовіст»,

дипломом Міжнародного академічного рейтингу популярності «Золота фортуна».